# Esgrima nos Jogos Pan-Americanos de 2015
As competições da esgrima nos Jogos Pan-Americanos de 2015 foram realizadas entre 20 e 25 de julho no Centro Aquático CIBC Pan e Parapan-Americano, em Toronto. Foram disputados doze eventos, sendo seis no masculino e seis no feminino, na modalidade individual e por equipes da espada, florete e sabre.

## Calendário
| Julho   | 7 | 8 | 9 | 10 | 11 | 12 | 13 | 14 | 15 | 16 | 17 | 18 | 19 | 20 | 21 | 22 | 23 | 24 | 25 | 26 |
| ------- | - | - | - | -- | -- | -- | -- | -- | -- | -- | -- | -- | -- | -- | -- | -- | -- | -- | -- | -- |
| Esgrima |   |   |   |    |    |    |    |    |    |    |    |    |    | 2  | 2  | 2  | 2  | 2  | 2  |    |

|  | Dia de competição |  | Dia de final |

## Medalhistas
Masculino
| Evento                       | Ouro                                                                        | Prata                                                           | Bronze                                                              |
| ---------------------------- | --------------------------------------------------------------------------- | --------------------------------------------------------------- | ------------------------------------------------------------------- |
| Espada individual detalhes   | Rubén Limardo VEN Venezuela                                                 | José Domínguez ARG Argentina                                    | Hugues Boisvert-Simard CAN Canadá Jason Pryor USA Estados Unidos    |
| Florete individual detalhes  | Alexander Massialas USA Estados Unidos                                      | Gerek Meinhardt USA Estados Unidos                              | Ghislain Perrier BRA Brasil Daniel Gómez MEX México                 |
| Sabre individual detalhes    | Eli Dershwitz USA Estados Unidos                                            | Joseph Polossifakis CAN Canadá                                  | Renzo Agresta BRA Brasil Ricardo Bustamante ARG Argentina           |
| Espada por equipes detalhes  | Silvio Fernández Francisco Limardo Rubén Limardo VEN Venezuela              | Benjamin Bratton Jason Pryor Yeisser Ramirez USA Estados Unidos | Reynier Henrique Ringo Quintero Yunior Reytor CUB Cuba              |
| Florete por equipes detalhes | Miles Chamley-Watson Alexander Massialas Gerek Meinhardt USA Estados Unidos | Ghislain Perrier Fernando Scavasin Guilherme Toldo BRA Brasil   | Raúl Arizaga Jesús Beltrán Daniel Gómez MEX México                  |
| Sabre por equipes detalhes   | Eli Dershwitz Daryl Homer Jeff Spear USA Estados Unidos                     | Shaul Gordon Mark Peros Joseph Polossifakis CAN Canadá          | Ricardo Bustamante Pascual Di Tella Stefano Lucchetti ARG Argentina |

Feminino
| Evento                       | Ouro                                                                   | Prata                                                     | Bronze                                                          |
| ---------------------------- | ---------------------------------------------------------------------- | --------------------------------------------------------- | --------------------------------------------------------------- |
| Espada individual detalhes   | Katharine Holmes USA Estados Unidos                                    | Violeta Ramírez DOM República Dominicana                  | Nathalie Moellhausen BRA Brasil María Martínez VEN Venezuela    |
| Florete individual detalhes  | Lee Kiefer USA Estados Unidos                                          | Saskia Loretta van Erven COL Colômbia                     | Alanna Goldie CAN Canadá Nicole Ross USA Estados Unidos         |
| Sabre individual detalhes    | Dagmara Wozniak USA Estados Unidos                                     | Alejandra Benítez VEN Venezuela                           | Gabriella Page CAN Canadá María Belén Pérez ARG Argentina       |
| Espada por equipes detalhes  | Katharine Holmes Katarzyna Trzopek Anna Van Brummen USA Estados Unidos | Eliana Lugo Dayana Martínez María Martínez VEN Venezuela  | Rayssa Costa Nathalie Moellhausen Amanda Simeão BRA Brasil      |
| Florete por equipes detalhes | Alanna Goldie Eleanor Harvey Kelleigh Ryan CAN Canadá                  | Lee Kiefer Nzingha Prescod Nicole Ross USA Estados Unidos | Denisse Hernández Nataly Michel Melissa Rebolledo MEX México    |
| Sabre por equipes detalhes   | Ibtihaj Muhammad Dagmara Wozniak Mariel Zagunis USA Estados Unidos     | Úrsula González María Pliego Julieta Toledo MEX México    | Alejandra Benítez Milagros Pastran Shia Rodríguez VEN Venezuela |

## Quadro de medalhas
| Ordem | País                     | Medalha de ouro | Medalha de prata | Medalha de bronze |    |
| ----- | ------------------------ | --------------- | ---------------- | ----------------- | -- |
| 1     | USA Estados Unidos       | 9               | 3                | 2                 | 14 |
| 2     | VEN Venezuela            | 2               | 2                | 2                 | 6  |
| 3     | CAN Canadá               | 1               | 2                | 3                 | 6  |
| 4     | BRA Brasil               |                 | 1                | 4                 | 5  |
| 5     | ARG Argentina            |                 | 1                | 3                 | 4  |
|       | MEX México               |                 | 1                | 3                 | 4  |
| 7     | COL Colômbia             |                 | 1                |                   | 1  |
|       | DOM República Dominicana |                 | 1                |                   | 1  |
| 9     | CUB Cuba                 |                 |                  | 1                 | 1  |
| TOTAL | TOTAL                    | 12              | 12               | 18                | 42 |